# Consolata Boyle
Consolata Boyle (ur. 23 maja 1949 w Dublinie) – irlandzka kostiumografka filmowa i telewizyjna. 

## Życiorys
W 1972 ukończyła studia historyczne i archeologiczne na University College Dublin. Karierę w branży filmowej zaczęła na początku lat 80. XX w. 
Jako stała współpracowniczka brytyjskiego reżysera Stephena Frearsa była trzykrotnie nominowana do Oscara za najlepsze kostiumy do jego filmów: Królowa (2006), Boska Florence (2016) i Powiernik królowej (2017). Za telewizyjny film Lew w zimie (2003) Andrieja Konczałowskiego otrzymała Nagrodę Emmy za najlepsze kostiumy. 
Zaprojektowała kostiumy do takich tytułów filmowych, jak m.in. Mary Reilly (1996), Prochy Angeli (1999), Żelazna Dama (2011), Byzantium (2012), Tajemnica Filomeny (2013), Skłodowska (2019) czy Enola Holmes (2020).